# Noppol Kerdkaew
Noppol Kerdkaew (thailändisch นพพล เกิดแก้ว; * 8. Juni 2001) ist ein thailändischer Fußballspieler.

## Karriere
Noppol Kerdkaew spielte bis Ende 2017 in der B-Mannschaft des Erstligisten Nakhon Ratchasima FC in Nakhon Ratchasima. 2018 wechselte er in die erste Mannschaft, die in der höchsten Liga des Landes, der Thai League, spielte. Bis zum Ende der Hinrunde 2022/23 kam er 19-mal in der ersten Liga zum Einsatz. Im Januar 2023 wechselte er auf Leihbasis zum Drittligisten Pattaya Dolphins United. Der Verein aus dem Seebad Pattaya spielte in der Eastern Region der Liga. Mit dem Verein wurde er am Ende der Saison Meister der Region. In den Aufstiegsspielen zur zweiten Liga konnte man sich jedoch nicht durchsetzen. Da dem MH Nakhonsi City FC die Zweitligalizenz verweigert wurde, stieg Pattaya als Gesamtvierter der dritten Liga in die zweite Liga auf. Nach der Saison verließ er den Verein und schloss sich im Sommer 2023 dem Zweitligisten Nakhon Si United FC an. Die Saison 2023/24 wurde er mit dem Verein Tabellenfünfter und qualifizierte sich somit für die Aufstiegsspiele zur ersten Liga. Hier konnte man sich jedoch nicht gegen den Rayong FC durchsetzen und verblieb in der zweiten Liga. Nach 33 Ligaspielen, in denen er einen Treffer erzielte, wurde sein Vertrag im Sommer 2024 nicht verlängert. Anfang Juli 2024 nahm ihn der Erstligist Lamphun Warriors FC unter Vertrag. Am 31. Mai 2025 stand er mit den Warriors im Finale des Thai League Cup. Hier traf man im BG Stadium auf Buriram United. Am Ende musste man sich mit 2:0 geschlagen geben.

## Erfolge
Pattaya Dolphins United
- Thai League 3 – East: 2022/23  ▲

Lamphun Warriors FC
- Thailändischer Ligapokalfinalist: 2024/25

## Sonstiges
Noppol Kerdkaew ist der Bruder von Chalermpong Kerdkaew.